# 马廖
马廖（1世纪—92年），字敬平，扶风郡茂陵县（今陕西省兴平县）人，东汉政治人物。东汉开国功臣马援的长子，明德马皇后的长兄。
年少时，马廖主攻《易经》。因父职而为郎官。汉明帝永平三年（60年），其妹被立为皇后，马廖被封为羽林左监、虎贲中郎将。汉明帝逝世后，他受遗诏掌管宫禁门卫，成为卫尉。马皇后的养子汉章帝即位后，马皇后成为马太后，汉章帝更是重用马廖，皆委以要职。马太后以身作则，提倡一切从简，马廖思虑此举难成气候，遂建议太后实行德政。
马廖为人谨小慎微，洁身自好，不好权势名声，朝廷多次请封外戚，马廖都婉辞不就。但在马太后的劝说下，马廖终于在建初四年（79年）受封为顺阳侯。马太后逝世后，马氏家族逐渐失势。马廖忙于政务，平时对自己的子女疏于管教。他的儿子步兵校尉马豫，对自己所受的限制不满，向朝廷投书抱怨，又因两个弟弟马防和马光树立党羽，拉帮结派，豪华奢侈，有关单位以马豫、马防、马光衣食住行，超过他们的身份，污染圣明的礼教为由，全都遣返封国，建初八年（83年）马廖被遣返封地顺阳（今河南省淅川县李官桥镇一带），马豫也被免官，后来汉章帝下诏特准许马廖回到京师洛阳。永元四年（92年），马廖逝世。汉和帝以马廖为汉章帝舅舅的缘故，厚加赗赙，派使者吊祭，王主会丧，谥曰安侯。